# Acteon isabella
Acteon isabella is een slakkensoort uit de familie van de Acteonidae. De wetenschappelijke naam van de soort werd voor het eerst geldig gepubliceerd in 2018 door Poppe, Tagaro & Goto.